# Oligotrof

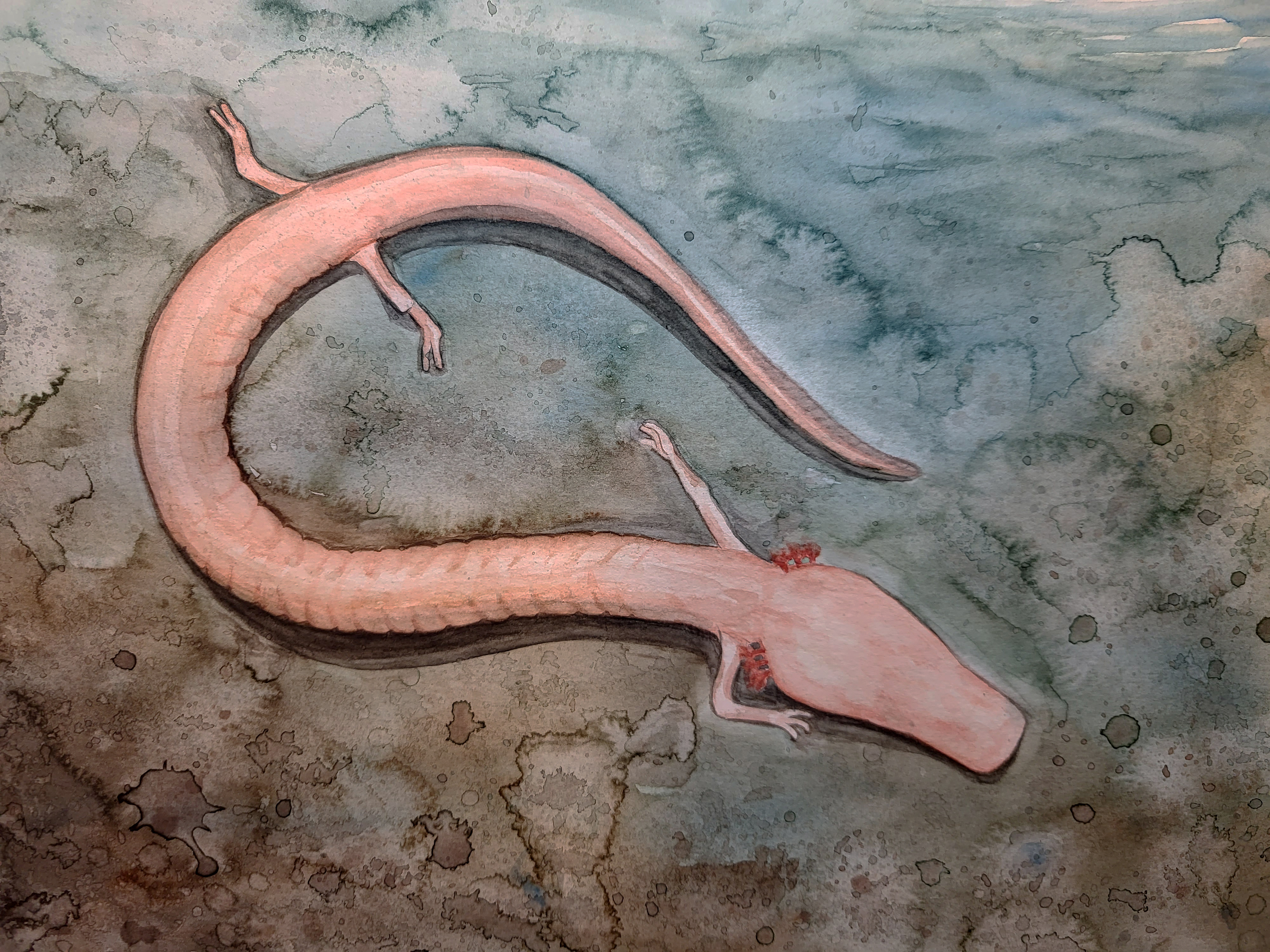
En oligotrof art, olmen Proteus anguinus

En oligotrof (grekiska oligos (ὀλίγος), "några" och trophikos (τροφικός), matning) är en organism som kan leva i en miljö som erbjuder mycket låga halter av näringsämnen. De kan ställas mot eutrofer som föredrar näringsmässigt rika miljöer. Oligotrofer kännetecknas av långsam tillväxt, låg ämnesomsättning, och generellt låg befolkningstäthet. Adjektivet oligotrof kan användas för att hänvisa till miljöer som erbjuder lite att upprätthålla liv, organismer som överlever i sådana miljöer, eller de anpassningar som stödjer överlevnad.
Oligotrofa miljöer inkluderar djupa oceaniska sediment, grottor, is och polaris, grundvattenmagasin, havsvatten och urlakade jordar. Oligotrofa sjöar är ofta belägna i exempelvis fjällen eller i barrskogsbältet. I den del av barrskogsbältet som kallas tajga är sådana sjöar ofta humösa med lågt pH. Man brukar dela upp oligotrofa sjöar i två underkategorier, klarvattensjöar och humösa sjöar. Klarvattenssjöar har ett stort siktdjup samt en djup kompensationsnivå.
Exempel på oligotrofa organismer är den grottlevande olmen, bakterien Pelagibacter ubique, vilket är den vanligaste organismen i haven med uppskattningsvis 1027 individer totalt, och lavar med sin extremt låga ämnesomsättning.

## Växtanpassning
Växtanpassningar till näringsfattiga jordar medför större och effektivare näringsupptag, minskad konsumtion och effektivare lagring av näringsämnen. Förbättringar i näringsupptag underlättas av rotanpassningar såsom kvävefixerande rotknölar, mykorrhiza och rotklustrar. Konsumtionen minskar med mycket långsam tillväxt och genom effektiv användning av svårtillgängliga näringsämnen, till exempel användningen av lätt-tillgängliga joner för att upprätthålla saftspänningen med svårtillgängliga näringsämnen reserverade för byggandet av vävnader. Trots dessa anpassningar överstiger näringsbehovet normalt -upptaget under växtsäsongen, så många näringsfattiga växter har förmågan att lagra näringsämnen, till exempel i vävnader, när efterfrågan är låg, och använder dem när efterfrågan ökar.

## Oligotrofa miljöer
Ett ekosystem eller miljön sägs vara oligotroft om det erbjuder lite till väldigt lite att upprätthålla liv. Termen används vanligen för att beskriva miljöer av vatten, is, luft, bergart eller jord med mycket låga nivåer av näringsämnen. Oligotrofa miljöer är av särskilt intresse för studier av alternativa energikällor och olika organismers överlevnadsstrategier.[källa behövs]

### Antarktis
Vostoksjön, en insjö som har varit isolerad från omvärlden under 4 km av antarktisk is i ungefär 15 miljoner år anses ofta vara ett primärt exempel på en näringsfattig miljö.

### Australien
Sandslätterna och lateritjordarna i södra Western Australia där en extremt tjock kraton har förhindrat all geologisk aktivitet sedan kambrium och det har inte funnits någon nedisning för att förnya jordar sedan karbonåldern. Således är jordarna extremt näringsfattiga och största delen av vegetationen där måste använda strategier såsom rotkluster att få även de minsta mängder av näringsämnen såsom fosfor och svavel.
Vegetationen i dessa områden är dock anmärkningsvärd för sin biologiska mångfald, som på sina ställen är så stora som en tropisk regnskog och producerar några av de mest spektakulära blommorna i världen. Det är dock allvarligt hotat av klimatförändringarna, som har flyttat vinterregn-bältet söder och även genom att rensa för jordbruket och genom användning av gödselmedel, som främst drivs av låga kostnader för mark som gör jordbruket ekonomiskt även med en bråkdels skörd jämfört med mark i Europa eller Nordamerika.

### Sydamerika
Ett exempel på näringsfattiga jordar är vit-sand, där markens pH är lägre än 5.0, på Rio Negro-bassängen i norra Amazonområdet som har mycket låg mångfald, ytterst bräckliga skogar och savanner töms av svartvattensfloder som har mörk vattenfärg på grund av höga koncentration av tanniner, humussyror och andra organiska föreningar som härrör från den mycket långsamma nedbrytning av växtmaterial. Liknande skogar finns i näringsfattiga vatten som Patía River-deltat på Stilla Havet-sidan av Anderna.

### Världshav
I världshavens subtropiska havsströmsvirvelområdena norr och söder om ekvatorn är regioner där de näringsämnen som behövs för fytoplankton (t.ex. nitrat, fosfat och kiselsyra) är starkt utarmade året runt. Dessa områden beskrivs som oligotrofa och uppvisar när-ytlig klorofyll. De beskrivs ibland som "havets öknar".